# Вірхінія Руано Паскуаль
Вірхінія Руано Паскуаль (ісп. Virginia Ruano Pascual, 23 вересня 1973) — іспанська тенісистка, десятиразова переможниця турнірів Великого шолома в парному розряді, дворазова срібна медалістка Олімпійських ігор.
Вісім з десяти турнірів Великого шолома Руано Паскуаль виграла в парі з Паолою Суарес, два з Анабель Медіною Геррігес. На Олімпіаді в Афінах вона стала другою в парі з Кончітою Мартінес, а на Пекінській олімпіаді — з Анабель Медіною Гаррігес. Вона також вигравала Відкритий чемпіонат Франції 2001 у міксті разом із Томасом Карбонеллом.
Загалом Вірхінія Руано Паскуаль виграла 43 три турніри WTA в парному розряді, 3 в одиночному і один у міксті.

## Фінали турнірів Великого шолома

### Парний розряд: 16 (10–6)
| Результат | Рік  | Турнір          | Поверхня | Партнерка               | Суперниця                              | Рахунок          |
| --------- | ---- | --------------- | -------- | ----------------------- | -------------------------------------- | ---------------- |
| Поразка   | 2000 | French Open     | Ґрунт    | Паола Суарес            | Мартіна Хінгіс Марі П'єрс              | 2–6, 4–6         |
| Перемога  | 2001 | French Open     | Ґрунт    | Паола Суарес            | Єлена Докич Кончіта Мартінес           | 6–2, 6–1         |
| Перемога  | 2002 | French Open     | Ґрунт    | Паола Суарес            | Ліза Реймонд Ренне Стаббс              | 6–4, 6–2         |
| Поразка   | 2002 | Wimbledon       | Трава    | Паола Суарес            | Серена Вільямс Вінус Вільямс           | 2–6, 5–7         |
| Перемога  | 2002 | US Open         | Хард     | Паола Суарес            | Олена Дементьєва Жанетт Гусарова       | 6–2, 6–1         |
| Поразка   | 2003 | Australian Open | Хард     | Паола Суарес            | Серена Вільямс Вінус Вільямс           | 6–4, 4–6, 3–6    |
| Поразка   | 2003 | French Open     | Ґрунт    | Паола Суарес            | Кім Клейстерс Ай Сугіяма               | 7–6(5), 2–6, 7–9 |
| Поразка   | 2003 | Wimbledon       | Трава    | Паола Суарес            | Кім Клейстерс Ай Сугіяма               | 4–6, 4–6         |
| Перемога  | 2003 | US Open         | Хард     | Паола Суарес            | Світлана Кузнецова Мартіна Навратілова | 6–2, 6–3         |
| Перемога  | 2004 | Australian Open | Хард     | Паола Суарес            | Світлана Кузнєцова Олена Лиховцева     | 6–4, 6–3         |
| Перемога  | 2004 | French Open     | Ґрунт    | Паола Суарес            | Світлана Кузнєцова Олена Лиховцева     | 6–0, 6–3         |
| Перемога  | 2004 | US Open         | Хард     | Паола Суарес            | Світлана Кузнєцова Олена Лиховцева     | 6–4, 7–5         |
| Перемога  | 2005 | French Open     | Ґрунт    | Паола Суарес            | Кара Блек Лізель Губер                 | 4–6, 6–3, 6–3    |
| Поразка   | 2006 | Wimbledon       | Трава    | Паола Суарес            | Янь Цзи Чжен Цзє                       | 3–6, 6–3, 2–6    |
| Перемога  | 2008 | French Open     | Ґрунт    | Анабель Медіна Ґарріґес | Кейсі Деллаква Франческа Ск'явоне      | 2–6, 7–5, 6–4    |
| Перемога  | 2009 | French Open     | Ґрунт    | Анабель Медіна Ґарріґес | Вікторія Азаренко Олена Весніна        | 6–1, 6–1         |

### Мікст: 1 (1–0)
| Результат | Рік  | Турнір      | Поверхня | Партнерка        | Супротивники             | Рахунок  |
| Перемога  | 2001 | French Open | Ґрунт    | Томас Карбонелль | Жайме Онсіс Паола Суарес | 7–5, 6–3 |

### Олімпіади

#### Парний розряд: 2 срібні медалі
| Результат | Рік  | Турнір | Поверхня | Партнерка               | Супротивниці                 | Рахунок  |
| --------- | ---- | ------ | -------- | ----------------------- | ---------------------------- | -------- |
| Срібло    | 2004 | Афіни  | Хард     | Кончіта Мартінес        | Сунь Тяньтянь Лі Тін         | 3–6, 3–6 |
| Срібло    | 2008 | Пекін  | Хард     | Анабель Медіна Ґарріґес | Серена Вільямс Вінус Вільямс | 2–6, 0–6 |

## Фінали турнірів WTA

### Одиночний розряд: 3 (3 титули)
| Легенда                         |
| ------------------------------- |
| Турніри Великого шлему          |
| Турніри WTA Premier             |
| Турніри WTA Premier             |
| Турніри WTA International (3–0) |

| Фінали за покриттям |
| ------------------- |
| Тверде (1–0)        |
| Ґрунт (2–0)         |
| Трава               |
| Килим               |

| Результат | В-П | Дата     | Турнір                        | Категорія | Покриття | Опонент               | Рахунок       |
| --------- | --- | -------- | ----------------------------- | --------- | -------- | --------------------- | ------------- |
| Перемога  | 1–0 | Тра 1997 | Welsh International Open, UK  | Tier IV   | Ґрунт    | Алексія Дешом-Баллере | 6–1, 3–6, 6–2 |
| Перемога  | 2–0 | Кві 1998 | Budapest Grand Prix, Угорщина | Tier IV   | Ґрунт    | Сільвія Фаріна-Елія   | 6–4, 4–6, 6–3 |
| Перемога  | 3–0 | Жов 2003 | Tashkent Open, Узбекистан     | Tier IV   | Тверде   | Обата Саорі           | 6–2, 7–6(2)   |

### Парний розряд: 78 (43 титули, 35 поразок)
| Легенда                           |
| --------------------------------- |
| Grand Slam (10–6)                 |
| Теніс на Олімпійських іграх (0–2) |
| Фінал WTA (1–0)                   |
| Premier Mandatory & 5 (11–11)     |
| Premier (6–6)                     |
| International (15–10)             |

| Фінали за покриттям |
| ------------------- |
| Тверде (21–18)      |
| Ґрунт (22–11)       |
| Трава (0–5)         |
| Килим (0–1)         |

| Результат | В-П   | Дата     | Турнір                                                 | Категорія     | Покриття   | Партнер                 | Опоненти                                           | Рахунок             |
| --------- | ----- | -------- | ------------------------------------------------------ | ------------- | ---------- | ----------------------- | -------------------------------------------------- | ------------------- |
| Перемога  | 1–0   | Січ 1998 | Hobart International, Австралія                        | Tier IV       | Тверде     | Паола Суарес            | Жулі Алар-Декюжі Жанетта Гусарова                  | 7–6(6), 6–3         |
| Перемога  | 2–0   | Кві 1998 | Budapest Grand Prix, Угорщина                          | Tier IV       | Ґрунт      | Паола Суарес            | Кетеліна Крістя Лаура Монтальво                    | 4–6, 6–1, 6–1       |
| Перемога  | 3–0   | Тра 1998 | Мастерс Рим                                            | Tier I        | Ґрунт      | Паола Суарес            | Аманда Кетцер Аранча Санчес Вікаріо                | 7–6(1), 6–4         |
| Поразка   | 3–1   | Кві 1999 | Budapest Grand Prix, Угорщина                          | Tier IVa      | Ґрунт      | Лаура Монтальво         | Євгенія Куликовська Сандра Начук                   | 3–6, 4–6            |
| Перемога  | 4–1   | Тра 1999 | Madrid Open, Іспанія                                   | Tier III      | Ґрунт      | Паола Суарес            | Марія Фернанда Ланда Марлен Вайнгартнер            | 6–2, 0–6, 6–0       |
| Перемога  | 5–1   | Кві 2000 | Charleston Open, США                                   | Tier I        | Ґрунт      | Паола Суарес            | Кончита Мартінес Патрісія Тарабіні                 | 7–5, 6–3            |
| Поразка   | 5–2   | Чер 2000 | Відкритий чемпіонат Франції з тенісу                   | Grand Slam    | Ґрунт      | Паола Суарес            | Мартіна Хінгіс Марі П'єрс                          | 2–6, 4–6            |
| Поразка   | 5–3   | Лип 2000 | Internazionali Femminili di Tennis di Palermo, Італія  | Tier IV       | Ґрунт      | Руксандра Драгомір      | Сільвія Фаріна-Елія Ріта Гранде                    | 4–6, 6–0, 6–7(6)    |
| Перемога  | 6–3   | Лип 2000 | Orange Warsaw Open, Польща                             | Tier III      | Ґрунт      | Паола Суарес            | Оса Свенссон Ріта Гранде                           | 7–5, 6–1            |
| Поразка   | 6–4   | Сер 2000 | Connecticut Open, U.S.                                 | Tier II       | Тверде     | Паола Суарес            | Жюлі Алар-Decugis Суґіяма Ай                       | 4–6, 7–5, 2–6       |
| Поразка   | 6–5   | Січ 2001 | Hobart International, Австралія                        | Tier V        | Тверде     | Руксандра Драгомір      | Олена Лиховцева Кара Блек                          | 4–6, 1–6            |
| Поразка   | 6–6   | Бер 2001 | Abierto Mexicano TELCEL                                | Tier III      | Ґрунт      | Паола Суарес            | Анабель Медіна Гаррігес Марія Хосе Мартінес Санчес | 4–6, 7–6(5), 5–7    |
| Поразка   | 6–7   | Бер 2001 | Indian Wells Open, США                                 | Tier I        | Тверде     | Паола Суарес            | Ніколь Арендт Суґіяма Ай                           | 4–6, 4–6            |
| Поразка   | 6–8   | Кві 2001 | Charleston Open, США                                   | Tier I        | Ґрунт      | Паола Суарес            | Ліза Реймонд Ренне Стаббс                          | 7–5, 6–7(5), 3–6    |
| Перемога  | 7–8   | Тра 2001 | Belgian Open                                           | Tier V        | Ґрунт      | Ельс Калленс            | Крісті Богерт Міріам Ореманс                       | 6–3, 3–6, 6–4       |
| Перемога  | 8–8   | Тра 2001 | Madrid Open, Іспанія (2)                               | Tier III      | Ґрунт      | Паола Суарес            | Ліза Реймонд Ренне Стаббс                          | 7–5, 2–6, 7–6(4)    |
| Перемога  | 9–8   | Чер 2001 | French Open                                            | Grand Slam    | Ґрунт      | Паола Суарес            | Єлена Докич Кончіта Мартінес                       | 6–2, 6–1            |
| Перемога  | 10–8  | Лип 2001 | WTA Knokke-Heist, Бельгія                              | Tier IV       | Ґрунт      | Магі Серна              | Руксандра Драгомір Ilie Андрея Ехрітт-Ванк         | 6–4, 6–3            |
| Перемога  | 11–8  | Лют 2002 | Copa Colsanitas Santander, Колумбія                    | Tier III      | Ґрунт      | Паола Суарес            | Тіна Кріжан Катарина Среботнік                     | 6–2, 6–1            |
| Перемога  | 12–8  | Бер 2002 | Mexican Open                                           | Tier III      | Ґрунт      | Паола Суарес            | Тіна Кріжан Катарина Среботнік                     | 7–5, 6–1            |
| Поразка   | 12–9  | Кві 2002 | Відкритий чемпіонат Маямі з тенісу, США                | Tier I        | Тверде     | Паола Суарес            | Ліза Реймонд Ренне Стаббс                          | 6–7(4), 7–6(4), 3–6 |
| Перемога  | 13–9  | Тра 2002 | Italian Open (2)                                       | Tier I        | Ґрунт      | Паола Суарес            | Кончіта Мартінес Патрісія Тарабіні                 | 6–3, 6–4            |
| Перемога  | 14–9  | Чер 2002 | French Open (2)                                        | Grand Slam    | Ґрунт      | Паола Суарес            | Ліза Реймонд Ренне Стаббс                          | 6–4, 6–2            |
| Поразка   | 14–10 | Лип 2002 | Вімблдонський турнір, UK                               | Grand Slam    | Трава      | Паола Суарес            | Серена Вільямс Вінус Вільямс                       | 2–6, 5–7            |
| Перемога  | 15–10 | Сер 2002 | Мастерс Канада                                         | Tier I        | Тверде     | Паола Суарес            | Фудзівара Ріка Суґіяма Ай                          | 6–4, 7–6(4)         |
| Перемога  | 16–10 | Вер 2002 | Відкритий чемпіонат США з тенісу                       | Grand Slam    | Тверде     | Паола Суарес            | Олена Дементьєва Жанетта Гусарова                  | 6–2, 6–1            |
| Перемога  | 17–10 | Вер 2002 | Brasil Open                                            | Tier II       | Тверде     | Паола Суарес            | Емілі Луа Россана де лос Ріос                      | 6–4, 6–1            |
| Перемога  | 18–10 | Вер 2002 | Commonwealth Bank Tennis Classic, Індонезія            | Tier III      | Тверде     | Кара Блек               | Світлана Кузнецова Аранча Санчес Вікаріо           | 6–2, 6–3            |
| Поразка   | 18–11 | Січ 2003 | Відкритий чемпіонат Австралії з тенісу                 | Grand Slam    | Тверде     | Паола Суарес            | Серена Вільямс Вінус Вільямс                       | 6–4, 4–6, 3–6       |
| Перемога  | 19–11 | Кві 2003 | Charleston Open, США (2)                               | Tier I        | Ґрунт      | Паола Суарес            | Жанетта Гусарова Кончіта Мартінес                  | 6–0, 6–3            |
| Поразка   | 19–12 | Кві 2003 | Amelia Island Championships, U.S.                      | Tier II       | Ґрунт      | Паола Суарес            | Ліндсі Девенпорт Ліза Реймонд                      | 5–7, 2–6            |
| Перемога  | 20–12 | Тра 2003 | German Open                                            | Tier I        | Ґрунт      | Паола Суарес            | Кім Клейстерс Суґіяма Ай                           | 6–3, 4–6, 6–4       |
| Поразка   | 20–13 | Чер 2003 | French Open                                            | Grand Slam    | Ґрунт      | Паола Суарес            | Кім Клейстерс Суґіяма Ай                           | 7–6(5), 2–6, 7–9    |
| Поразка   | 20–14 | Лип 2003 | Wimbledon, UK                                          | Grand Slam    | Трава      | Паола Суарес            | Кім Клейстерс Суґіяма Ай                           | 4–6, 4–6            |
| Перемога  | 21–14 | Сер 2003 | Connecticut Open, U.S.                                 | Tier II       | Тверде     | Паола Суарес            | Алісія Молік Магі Серна                            | 7–6(6), 6–3         |
| Перемога  | 22–14 | Вер 2003 | US Open (2)                                            | Grand Slam    | Тверде     | Паола Суарес            | Світлана Кузнецова Мартіна Навратілова             | 6–2, 6–3            |
| Поразка   | 22–15 | Жов 2003 | Zurich Open, Швейцарія                                 | Tier I        | Тверде (i) | Паола Суарес            | Кім Клейстерс Суґіяма Ай                           | 6–7(3), 2–6         |
| Перемога  | 23–15 | Лис 2003 | Фінал WTA, Los Angeles                                 | Фінали        | Тверде (i) | Паола Суарес            | Кім Клейстерс Суґіяма Ай                           | 6–4, 3–6, 6–3       |
| Поразка   | 23–16 | Січ 2004 | WTA Auckland Open, Нова Зеландія                       | Tier IV       | Тверде     | Паола Суарес            | Мервана Югич-Салкич Єлена Костанич-Тошич           | 6–7(6), 6–3, 1–6    |
| Перемога  | 24–16 | Лют 2004 | Australian Open                                        | Grand Slam    | Тверде     | Паола Суарес            | Світлана Кузнецова Олена Лиховцева                 | 6–4, 6–3            |
| Перемога  | 25–16 | Бер 2004 | Indian Wells Open, США                                 | Tier I        | Тверде     | Паола Суарес            | Світлана Кузнецова Олена Лиховцева                 | 6–1, 6–2            |
| Перемога  | 26–16 | Кві 2004 | Charleston Open, США (3)                               | Tier I        | Ґрунт      | Паола Суарес            | Мартіна Навратілова Ліза Реймонд                   | 6–4, 6–1            |
| Поразка   | 26–17 | Тра 2004 | Italian Open                                           | Tier I        | Ґрунт      | Паола Суарес            | Надія Петрова Меган Шонессі                        | 6–2, 3–6, 3–6       |
| Перемога  | 27–17 | Чер 2004 | French Open (3)                                        | Grand Slam    | Ґрунт      | Паола Суарес            | Світлана Кузнецова Олена Лиховцева                 | 6–0, 6–3            |
| Поразка   | 27–18 | Лип 2004 | LA Women's Tennis Championships, США                   | Tier II       | Тверде     | Кончіта Мартінес        | Надія Петрова Меган Шонессі                        | 7–6(2), 4–6, 3–6    |
| Поразка   | 27–19 | Лип 2004 | San Diego Open, США                                    | Tier I        | Тверде     | Паола Суарес            | Кара Блек Ренне Стаббс                             | 4–6, 6–1, 6–4       |
| Поразка   | 27–20 | Сер 2004 | Summer Olympics, Athens                                | Olympics      | Тверде     | Кончіта Мартінес        | Сунь Тяньтянь Лі Тін                               | 3–6, 3–6            |
| Перемога  | 28–20 | Вер 2004 | US Open (3)                                            | Grand Slam    | Тверде     | Паола Суарес            | Світлана Кузнецова Олена Лиховцева                 | 6–4, 7–5            |
| Поразка   | 28–21 | Жов 2004 | Кубок Кремля, Росія                                    | Tier I        | Килим (i)  | Паола Суарес            | Анастасія Мискіна Віра Звонарьова                  | 3–6, 6–4, 2–6       |
| Поразка   | 28–22 | Жов 2004 | Zurich Open, Швейцарія                                 | Tier I        | Тверде (i) | Паола Суарес            | Кара Блек Ренне Стаббс                             | 4–6, 4–6            |
| Перемога  | 29–22 | Жов 2004 | BGL Luxembourg Open                                    | Tier III      | Тверде (i) | Паола Суарес            | Джилл Крейбас Марлен Вайнгартнер                   | 6–1, 6–7(1), 6–3    |
| Перемога  | 30–22 | Бер 2005 | Dubai Tennis Championships, UAE                        | Tier II       | Тверде     | Паола Суарес            | Світлана Кузнецова Алісія Молік                    | 6–7(7), 6–2, 6–1    |
| Перемога  | 31–22 | Бер 2005 | Indian Wells Open, США (2)                             | Tier I        | Тверде     | Паола Суарес            | Надія Петрова Меган Шонессі                        | 7–6(3), 6–1         |
| Перемога  | 32–22 | Кві 2005 | Charleston Open, США (4)                               | Tier I        | Ґрунт      | Кончіта Мартінес        | Івета Бенешова Квета Пешке                         | 6–1, 6–4            |
| Перемога  | 33–22 | Чер 2005 | French Open (4)                                        | Grand Slam    | Ґрунт      | Паола Суарес            | Кара Блек Лізель Губер                             | 4–6, 6–3, 6–3       |
| Перемога  | 34–22 | Сер 2005 | San Diego Open, США                                    | Tier I        | Тверде     | Кончіта Мартінес        | Даніела Гантухова Суґіяма Ай                       | 6–7(7), 6–1, 7–5    |
| Поразка   | 34–23 | Сер 2005 | Canadian Open                                          | Tier I        | Тверде     | Кончіта Мартінес        | Анна-Лена Гренефельд Мартіна Навратілова           | 7–5, 3–6, 4–6       |
| Поразка   | 34–24 | Жов 2005 | Bangkok Open, Таїланд                                  | Tier III      | Тверде     | Кончіта Мартінес        | Асагое Сінобу Хісела Дулко                         | 1–6, 5–7            |
| Поразка   | 34–25 | Жов 2005 | Linz Open, Австрія                                     | Tier II       | Тверде (i) | Кончіта Мартінес        | Хісела Дулко Квета Пешке                           | 2–6, 3–6            |
| Поразка   | 34–26 | Січ 2006 | Sydney International, Австралія                        | Tier II       | Тверде     | Паола Суарес            | Коріна Мораріу Ренне Стаббс                        | 3–6, 7–5, 2–6       |
| Поразка   | 34–27 | Бер 2006 | Indian Wells Open, США                                 | Tier I        | Тверде     | Меган Шонессі           | Ліза Реймонд Саманта Стосур                        | 2–6, 5–7            |
| Поразка   | 34–28 | Кві 2006 | Charleston Open, США                                   | Tier I        | Ґрунт      | Меган Шонессі           | Ліза Реймонд Саманта Стосур                        | 6–3, 1–6, 1–6       |
| Поразка   | 34–29 | Лип 2006 | Wimbledon, UK                                          | Grand Slam    | Трава      | Паола Суарес            | Янь Цзи Чжен Цзє                                   | 3–6, 6–3, 2–6       |
| Перемога  | 35–29 | Сер 2006 | LA Championships, США                                  | Tier II       | Тверде     | Паола Суарес            | Даніела Гантухова Суґіяма Ай                       | 6–3, 6–4            |
| Перемога  | 36–29 | Вер 2006 | China Open                                             | Tier II       | Тверде     | Паола Суарес            | Анна Чакветадзе Олена Весніна                      | 6–2, 6–4            |
| Перемога  | 37–29 | Жов 2006 | Hansol Korea Open Tennis Championships, Південна Корея | Tier IV       | Тверде     | Паола Суарес            | Чжуан Цзяжун Маріана Діас-Оліва                    | 6–2, 6–3            |
| Поразка   | 37–30 | Січ 2007 | Hobart International, Австралія                        | Tier IV       | Тверде     | Анабель Медіна Гаррігес | Олена Лиховцева Олена Весніна                      | 4–6, 5–7            |
| Поразка   | 37–31 | Кві 2007 | Amelia Island Championships, U.S.                      | Tier II       | Ґрунт      | Анабель Медіна Гаррігес | Мара Сантанджело Катарина Среботнік                | 3–6, 6–7(4)         |
| Поразка   | 37–32 | Чер 2007 | Rosmalen Grass Court Championships, Нідерланди         | Tier III      | Трава      | Анабель Медіна Гаррігес | Латіша Чжань Чжуан Цзяжун                          | 5–7, 2–6            |
| Перемога  | 38–32 | Сер 2007 | Nordea Nordic Light Open, Швеція                       | Tier IV       | Тверде     | Анабель Медіна Гаррігес | Чжань Цзіньвей Лужанська Тетяна                    | 6–1, 5–7, [10–6]    |
| Перемога  | 39–32 | Січ 2008 | Hobart International, Австралія (2)                    | Tier IV       | Тверде     | Анабель Медіна Гаррігес | Елені Даніліду Ясмін Вер                           | 6–2, 6–4            |
| Перемога  | 40–32 | Чер 2008 | French Open (5)                                        | Grand Slam    | Ґрунт      | Анабель Медіна Гаррігес | Кейсі Деллаква Франческа Ск'явоне                  | 2–6, 7–5, 6–4       |
| Поразка   | 40–33 | Чер 2008 | Birmingham Classic, UK                                 | Tier III      | Трава      | Северін Бельтрам        | Кара Блек Лізель Губер                             | 2–6, 1–6            |
| Перемога  | 41–33 | Лип 2008 | Banka Koper Slovenia Open                              | Tier IV       | Тверде     | Анабель Медіна Гаррігес | Віра Душевіна Катерина Макарова                    | 6–4, 6–1            |
| Поразка   | 41–34 | Сер 2008 | Summer Olympics, Beijing                               | Olympics      | Тверде     | Анабель Медіна Гаррігес | Серена Вільямс Вінус Вільямс                       | 2–6, 0–6            |
| Поразка   | 41–35 | Кві 2009 | Andalucia Tennis Experience, Іспанія                   | International | Ґрунт      | Анабель Медіна Гаррігес | Клаудія Янс-Ігначик Аліція Росольська              | 3–6, 3–6            |
| Перемога  | 42–35 | Чер 2009 | French Open (6)                                        | Grand Slam    | Ґрунт      | Анабель Медіна Гаррігес | Вікторія Азаренко Олена Весніна                    | 6–1, 6–1            |
| Перемога  | 43–35 | Тра 2010 | Warsaw Open, Польща                                    | Premier       | Ґрунт      | Меган Шонессі           | Кара Блек Yan Zi                                   | 6–3, 6–4            |